# Nelsinho Baptista
Nelson Baptista Júnior (n. Campinas; 22 de julio de 1950) es un exfutbolista y entrenador de fútbol brasileño.

## Trayectoria
Como jugador, inició su carrera en 1967, actuando en Ponte Preta como lateral derecho, hasta octubre de 1971. A continuación juega por São Paulo, desde 1971 a mayo de 1978, siendo en este club donde  obtiene su mayor nivel de su carrera como jugador. También jugó en Santos de 1978 a junio de 1981 y finaliza como jugador activo en Juventus en 1984.
Con Sao Paulo obtuvo el subcampeonato de la Copa Libertadores en 1974, además ganó dos campeonatos paulistas: en 1975 con Sao Paulo y en 1978 con Santos.

## Clubes

### Como jugador
| País              | Club        | Año  | Año  |
| ----------------- | ----------- | ---- | ---- |
| Bandera de Brasil | Ponte Preta | 1967 | 1971 |
| Bandera de Brasil | São Paulo   | 1971 | 1977 |
| Bandera de Brasil | Santos      | 1977 | 1981 |
| Bandera de Brasil | Juventus    | 1983 | 1983 |

### Como entrenador
| País                      | Club                 | Año  | Año  |
| ------------------------- | -------------------- | ---- | ---- |
| Bandera de Brasil         | São Bento            | 1985 | 1985 |
| Bandera de Brasil         | Ponte Preta          | 1985 | 1986 |
| Bandera de Brasil         | Inter de Limeira     | 1986 | 1987 |
| Bandera de Brasil         | Athletico Paranaense | 1987 | 1988 |
| Bandera de Colombia       | Sporting Club        | 1989 | 1989 |
| Bandera de Brasil         | América (SP)         | 1989 | 1989 |
| Bandera de Brasil         | GE Novorizontino     | 1990 | 1990 |
| Bandera de Brasil         | Corinthians          | 1990 | 1991 |
| Bandera de Brasil         | Guarani              | 1991 | 1991 |
| Bandera de Brasil         | Palmeiras            | 1991 | 1992 |
| Bandera de Brasil         | Corinthians          | 1992 | 1993 |
| Bandera de Arabia Saudita | Al-Hilal             | 1993 | 1994 |
| Bandera de Japón          | Verdy Kawasaki       | 1995 | 1996 |
| Bandera de Brasil         | Internacional        | 1996 | 1996 |
| Bandera de Brasil         | Corinthians          | 1996 | 1997 |
| Bandera de Brasil         | Cruzeiro             | 1997 | 1997 |
| Bandera de Brasil         | São Paulo            | 1998 | 1998 |
| Bandera de Chile          | Colo-Colo            | 1999 | 1999 |
| Bandera de Brasil         | Portuguesa           | 2000 | 2000 |
| Bandera de Brasil         | Ponte Preta          | 2000 | 2001 |
| Bandera de Brasil         | São Paulo            | 2001 | 2002 |
| Bandera de Brasil         | Goiás                | 2002 | 2003 |
| Bandera de Brasil         | Flamengo             | 2003 | 2003 |
| Bandera de Brasil         | São Caetano          | 2003 | 2003 |
| Bandera de Japón          | Nagoya Grampus       | 2003 | 2005 |
| Bandera de Brasil         | Santos               | 2005 | 2005 |
| Bandera de Brasil         | São Caetano          | 2005 | 2006 |
| Bandera de Brasil         | Ponte Preta          | 2007 | 2007 |
| Bandera de Brasil         | Corinthians          | 2007 | 2007 |
| Bandera de Brasil         | Sport Recife         | 2007 | 2009 |
| Bandera de Japón          | Kashiwa Reysol       | 2009 | 2014 |
| Bandera de Japón          | Vissel Kobe          | 2015 | 2017 |
| Bandera de Brasil         | Sport Recife         | 2018 | 2018 |
| Bandera de Japón          | Kashiwa Reysol       | 2019 | 2023 |
| Bandera de Brasil         | Ponte Preta          | 2024 | 2024 |

## Palmarés

### Como jugador

#### Torneos regionales
| Título                       | Club        | País      | Año  |
| ---------------------------- | ----------- | --------- | ---- |
| Campeonato Paulista Serie A2 | Ponte Preta | São Paulo | 1969 |
| Campeonato Paulista          | São Paulo   | São Paulo | 1975 |
| Campeonato Paulista          | Santos      | São Paulo | 1978 |

#### Torneos nacionales
| Título            | Club     | País   | Año  |
| ----------------- | -------- | ------ | ---- |
| Serie B brasileña | Juventus | Brasil | 1983 |

### Como entrenador

#### Torneos regionales
| Título                  | Club                 | País       | Año  |
| ----------------------- | -------------------- | ---------- | ---- |
| Campeonato Paranaense   | Athletico Paranaense | Paraná     | 1988 |
| Campeonato Paulista     | Corinthians          | São Paulo  | 1997 |
| Campeonato Paulista     | São Paulo            | São Paulo  | 1998 |
| Campeonato Goiano       | Goiás                | Goiás      | 2003 |
| Campeonato Pernambucano | Sport Recife         | Pernambuco | 2008 |
| Campeonato Pernambucano | Sport Recife         | Pernambuco | 2009 |

#### Torneos nacionales
| Título              | Club           | País   | Año  |
| ------------------- | -------------- | ------ | ---- |
| Serie A             | Corinthians    | Brasil | 1990 |
| Supercopa de Brasil | Corinthians    | Brasil | 1991 |
| J1 League           | Verdy Kawasaki | Japón  | 1993 |
| J1 League           | Verdy Kawasaki | Japón  | 1994 |
| Copa J. League      | Verdy Kawasaki | Japón  | 1994 |
| Copa de Brasil      | Sport Recife   | Brasil | 2008 |
| J2 League           | Kashiwa Reysol | Japón  | 2010 |
| J1 League           | Kashiwa Reysol | Japón  | 2011 |
| Copa del Emperador  | Kashiwa Reysol | Japón  | 2012 |
| Supercopa de Japón  | Kashiwa Reysol | Japón  | 2012 |
| Copa J. League      | Kashiwa Reysol | Japón  | 2013 |

#### Torneos internacionales
| Título                     | Club           | Sede    | Año  |
| -------------------------- | -------------- | ------- | ---- |
| Copa J.League-Sudamericana | Kashiwa Reysol | Kashiwa | 2014 |

### Distinciones individuales
| Distinción                         | Año  |
| ---------------------------------- | ---- |
| Entrenador del Año de la J. League | 2011 |